# Kamienica Ciemowiczowska w Krakowie
Kamienica Ciemowiczowska – zabytkowa kamienica znajdująca się w Krakowie, w dzielnicy I przy Rynku Głównym 33, na Starym Mieście.
Pierwotnie był to murowany budynek. W XV wieku został rozbudowany, a w XVI wieku nadbudowany. W XVII wieku kamienica została gruntownie przebudowana. W czwartej ćwierci XVI wieku była własnością aptekarza A. Mączyńskiego. W 1864 roku na kamienicy zbudowano neoklasycystyczną attykę według projektu P. Barańskiego. W 1932 roku parter kamienicy został zaadaptowany według projektu Franciszka Mączyńskiego na sklep firmowy Fabryki Czekolady A. Piaseckiego, przejętej w 1951 roku przez Zakłady Cukiernicze „Wawel”.
8 grudnia 1965 kamienica została wpisana do rejestru zabytków. Znajduje się także w gminnej ewidencji zabytków.